# 彼得頓 (堪薩斯州)
彼得頓（英語：Peterton）是位於美國堪薩斯州歐塞奇縣的一個非建制地區。

## 地理
彼得頓所處的海拔為高於海平面323米（即1060英呎），而該地所採用的時區為UTC-6，即北美中部時區（CST）。同時該地設有夏令時間，為UTC-6調快一小時，即UTC-5（CDT）。